# میشل فلورنوی
میشل اَنجلیک فلَوْرنوی (متولد ۱۹۶۰) مقام دولتی سابق آمریکایی است که به عنوان معاون دستیار استراتژی وزیر دفاع در زمان رئیس‌جمهور بیل کلینتون و معاون سیاستگذاری وزیر دفاع در زمان رئیس‌جمهور باراک اوباما و همچنین از فوریه ۲۰۰۹ تا فوریه ۲۰۱۲ به عنوان مشاور ارشد رابرت گیتس و لئون پانتا وزرای دفاع ایالات متحده فعالیت می‌کرد.. او در زمان تصدی خود در دولت کلینتون، فلورنوی نویسنده اصلی بازبینی چهار ساله دفاعی (QDR) در مه ۱۹۹۷ بود، که طرفدار استفاده یک جانبه از قدرت نظامی در دفاع از منافع ایالات متحده بود.
هنگام خدمت در دولت اوباما، فلورنوی سیاست ضد شورش در افغانستان را اجرا کرد و به ترغیب رئیس‌جمهور اوباما برای مداخله نظامی در لیبی کمک کرد. هنگامی که سنای آمریکا نامزدی وی را در ۹ فوریه ۲۰۰۹ تأیید کرد، وی در آن زمان بالاترین رتبه در پنتاگون در تاریخ وزارت بود.
در سال ۲۰۰۷، فلورنوی از هم بنیانگذاران مرکز یک امنیت جدید آمریکایی، اندیشکده سودبر مستقر در واشینگتن دی سی بود که متخصص در مسائل امنیت ملی ایالات متحده است. پس از ترک کاخ سفید اوباما، فلورنوی به عنوان مشاور ارشد به گروه مشاوره بوستون پیوست و نظارت بر تنظیم ۳۲ میلیون دلار قرارداد نظامی را بر عهده داشت. در سال ۲۰۱۸، او به هیئت مدیره بوز الن همیلتون، از شرکت‌های مشاوره سهامی عام با تخصص در قراردادهای نظامی و امنیت سایبری، پیوست. او در حال حاضر یکی از بنیانگذاران و شریک مدیریتی مشاوران وست‌اکسک، و عضو ارشد پیوسته مرکز بلفر برای علوم و امور بین‌المللی دانشگاه هاروارد است.

## مواضع سیاسی
فلورنوی در سال ۲۰۰۳ از جنگ عراق حمایت کرد. در جریان انتخابات ریاست جمهوری سال ۲۰۲۰ ایالات متحده، فلورنوی اظهار داشت که با لغو تحریم‌های اقتصادی علیه کره شمالی و ایران مخالف است، اگرچه ممکن است از معافیت‌هایی برای خرید تجهیزات پزشکی در طی همه‌گیری جهانی کووید-۱۹ حمایت کند. علاوه بر این، فلورنوی گفت که ایالات متحده باید توجه خود را به منطقه اقیانوس هند-اقیانوس آرام معطوف کند و نگرانی‌های خود را در خاورمیانه نادیده نگیرد. فلورنوی همچنین گفت که وی طرفدار کمک به افزایش توانایی ضد پهپادی شرکای منطقه‌ای آمریکا در خاورمیانه، از جمله عربستان سعودی است. «این کار بیشتر از اعزام ۱۰ هزار سرباز دیگر برای [تامین] اطمینان عربستان سعودی، اطمینان امارات، برای دیگران، اطمینان قطر مؤثر خواهد بود.»